# 랙돌
랙돌(ragdoll)은 미국이 원산지인 고양이 품종으로, 조상은 도메스틱 화이트 롱헤어와 버먼이다.

## 외형적 특성
외형은 6개의 컬러와 3개의 패턴으로 구분되고 있다. 대표적인 패턴은 바이컬러와 미티드이다. 털은 중간 길이이며 매끄럽고 부드러우며 촘촘하다. 넓덕하고 귀여운 눈이 있으며 길고 단단한 몸통에 짧고 강한 다리,몸길이에 맞먹는 꼬리를 가진 중대형 종이다. 대형종 고양이로 몸체의 크기와 색채를 완전히 지니기 위해서는 2~3년 안팎이 걸린다. 